# Сант'Елпидио а Маре
Сант'Елпѝдио а Ма̀ре (на италиански: Sant'Elpidio a Mare) е град и община в Централна Италия, провинция Фермо, регион Марке. Разположен е на 251 m надморска височина. Населението на общината е 15 777 души (към 2010 г.).
До 2004 г. общината е част от провинция Асколи Пичено, когато участва в новата провинция Фермо.